# Musculus malaris
A musculus malaris (malaris = arc- és pofacsont-, az archoz, a pofacsonthoz tartozó) egy izom az ember arcán mely néha különálló izom (közkincs kép nem áll rendelkezésre).

## Eredés, tapadás, elhelyezkedés
A rostjai a szem körüli izomról (musculus orbicularis oculi) erednek majd lefelé futnak az arcon lefedve a musculus levator labii superioris alaeque nasi-t, a felsőajak-emelő izomt (musculus levator labii superioris), a kis járomcsonti izomt (musculus zygomaticus minor), a nagy járomcsonti izomt (musculus zygomaticus major) és a szájzugot felfelé húzó izomt (musculus levator anguli oris). Az alsóbb izomrostok többekközött ezeken az izmokon tapadnak a felsőbb rétegű izomrostok az modiolus-ban és a felső ajkakban tapadnak.

## Beidegzés
A nervus facialis rami buccales nervi facialis nevű aga idegzi be.